# Copa Unión de la Asociación de Football de Santiago 1911
La Copa Unión de la Asociación de Football de Santiago 1911 fue la 9.º edición de la primera categoría de la Asociación de Football de Santiago, competición de fútbol de carácter oficial y amateur de la capital de Chile, correspondiente a la temporada 1911.

## Formato de Competición
Su organización estuvo a cargo de la Asociación de Football de Santiago y contó con la participación de ocho equipos. La competición se disputó bajo el sistema de todos contra todos, en una sola rueda. El campeón fue Eleuterio Ramírez, que se adjudicó su primer título de la Asociación de Football de Santiago.

## Equipos participantes
En la edición participaron inicialmente 8 equipos, todos de la ciudad de Santiago.
| Equipo            |
| ----------------- |
| Alianza           |
| Eleuterio Ramírez |
| English           |
| Gimnástico        |
| London            |
| Magallanes (A)    |
| Magallanes (B)    |
| Santiago National |

## Clasificación
| Pos. |  | Equipo            | Pts. |
| ---- |  | ----------------- | ---- |
| 1    |  | Eleuterio Ramírez | 13   |
| 2    |  | Santiago National | 11   |
| 3    |  | Magallanes (A)    | 10   |
| 4    |  | Gimnástico        | 9    |
| 5    |  | English           | 6    |
| 6    |  | London            | 4    |
| 7    |  | Magallanes (B)    | 3    |
| 8    |  | Alianza           | 1    |

| Campeón Eleuterio Ramírez |
| 1.er título               |